# Schematizella smaragdina
Schematizella smaragdina es una especie de insecto coleóptero de la familia Chrysomelidae.

## Distribución geográfica
Habita en Bioko.